# Greg Maker
Gregory Maker (Clairton (Pennsylvania)), circa 1950) is een Amerikaanse jazz-bassist (ook elektrische basgitaar) en -tubaïst.

## Biografie
Maker werkte als bassist vanaf het begin van de jaren zeventig in New York, met o.a. het Composer’s Workshop Ensemble rond Warren Smith (jazzmuzikant) (album (We've Been) Around, 1973), Lonnie Liston Smith, Sam Rivers (Crystals, 1974), Billy Harper en Chris Hinze. In de jaren tachtig speelde hij mee op opnamen van Dave Hubbard en het World Bass Violin Ensemble (lp Bassically Yours. Van 1979 tot 1987 werkte hij ook als theatermuzikant (tuba en contrabass) op Broadway, in de musicals Eubie!, Much Ado about Nothing, Honky Tonk Nights, Cyrano de Bergerac en Stardust.  In 2000 nam hij op met het kwartet van Ken Simon (Another Side) en in 2007 met de tromboniste Janice Robinson. In de jazz speelde hij tussen 1973 en 2000 mee op dertien opnamesessies.